# Pedon
Pedon (plural: peda ou pedons) define-se como a menor unidade ou volume tridimensional que contém todos os horizontes de um tipo particular de solo, estendendo-se da superfície do solo (com uma área usualmente de 1 m2) até a base rochosa. A etimologia da palavra assenta no grego clássico "pedon", solo.

## Descrição
O pedon é a menor unidade espacial usada na ciência do solo. O termo foi introduzido na América do Norte no seu significado atual em 1960. De acordo com a orientação para mapeamento do Departamento de Agricultura dos Estados Unidos, o pedon é a unidade cartográfica básica de mapeamento a ser utilizado nos Estados Unidos.
Apesar dos esforços de normalização, a extensão de um pedon é tratada de forma diferente. Frequentemente, é atribuído por convenção um tamanho de um a dez metros quadrados. O tamanho mínimo resulta do facto de que todos os horizontes do solo devem nele estar representados em termos da sua variabilidade e extensão espacial. O termo pedon é usado na norma alemã DIN 4047-3 com o mesmo significado.
Um pedon, por definição, estende-se em profundidade até à rocha inalterada por pedogénese, mas pela definição americana apenas quando encontrada a uma profundidade inferior a dois metros. Uma secção menos profunda do solo, cobrindo apenas a faixa de profundidade alterada pedogenicamente, é referida como o solum.

### Polipedon
Unidades vizinhas (peda vizinhos) do mesmo tipo do solo são combinadas conceptualmente para formar uma unidade, o polipedon. Um polipedon é a menor unidade uniforme de um tipo (ou forma) de solo. Interpretado estritamente, a extensão espacial de um polipedon seria um pedotopo. Frequentemente os termos polipedon e pedotopo são usados como sinónimos. Se os polipedon vizinhos estão tão entrelaçados que é impossível proceder à sua individualização cartográfica, mesmo com um mapeamento detalhado, essas unidades são pedologicamente combinadas em pedocomplexos. A criação de pedocomplexos é regularmente necessária para cartografar vertissolos, por exemplo.
A delimitação de um pedon, tal como a definição dos limites de um polipedon, é mais ou menos arbitrária, pois para se poder estudar adequadamente aqueles limites, por definição o pedon teria de ser de facto destruído pelo estudo.. O pedologista norte-americano George Holmgren propôs uma modificação do conceito de pedon, argumentando que pedon e polipedon são de facto conceitos abstractos, ou seja, não mapeáveis de facto no campo. Por isso, propôs atribuir apenas a informação de um levantamento de um perfil do solo a uma entidade tridimensional arbitrária cuja existência é metafisicamente exigida em vez de ser empiricamente estabelecida. Segundo aquele pedologista, um pedon deve ser entendido como um ponto, ou seja, sem correspondência espacial definida. Embora numerosos editores concordem com Holmgren em princípio e, em particular, declarem que o termo derivado polipedon é conceptualmente indefinível, o termo até agora tem sido usado na prática.

### Epipedon
Os epipedon  (do grego epi, acima, sobre, e pedon, solo) designa os horizontes que se formam na camada superficial dos solos, sendo caracterizados pela sua cor, textura, estrutura e conteúdo de matéria orgânica e certos nutrientes vegetais (por exemplo, cálcio, fosfato). Apesar de formado em contacto com a superfície, estes horizontes podem ser truncados pela erosão ou enterrados pela deposição de novo material sobre o solo.
A utilização do epipedon como horizonte diagnóstico, para além de facilitar a caracterização, permite integrar na classificação os efeitos da pedogénese, pois os materiais em contacto com a superfície sofrem maior alteração e refletem melhor as condições ambientais prevalecentes durante a formação do solo.

## Galeria

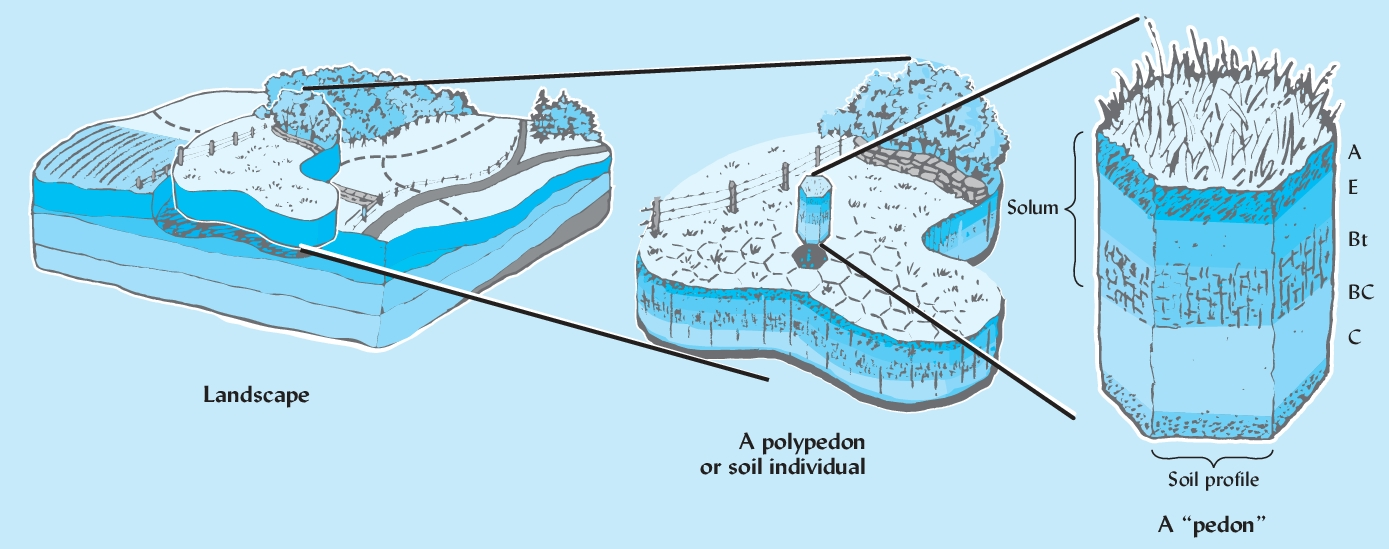
Pedon (Semantic Schoolar, 2020)